# 前37年
| 千纪： | 前1千纪 |
| 世纪： | 前2世纪 \| 前1世纪 \| 1世纪                                                                                |
| 年代： | 前60年代 \| 前50年代 \| 前40年代 \| 前30年代 \| 前20年代 \| 前10年代 \| 前0年代                            |
| 年份： | 前42年 \| 前41年 \| 前40年 \| 前39年 \| 前38年 \| 前37年 \| 前36年 \| 前35年 \| 前34年 \| 前33年 \| 前32年 |
| 纪年： | 西汉建昭二年                                                                                               |

## 大事记
- 罗马共和国
  - 罗马帝国占领耶路撒冷。
- 朝鲜半岛
  - 夫余人朱蒙（又作邹牟王）建立高句丽。